# یائسو موسن
یائسو موسن (انگلیسی: Yaesu) شرکت الکترونیک ژاپنی است، که در سال ۱۹۵۹ توسط ساکو هاسیگاوا تأسیس شد.